# 松島幸太朗 (ラグビー選手)
松島 幸太朗（まつしま こうたろう, Matsushima Munyaradzi Kotaro,1993年〈平成5年〉2月26日 – ）は、南アフリカ、プレトリア出身の日本のラグビー選手。父はジンバブエ人、母は日本人。ポジションはバックスで走力に定評がある。2011年1月、全国高校ラグビー大会優勝。2014年、日本代表初選出。愛称は「マツ」。

## 来歴
南アフリカ共和国の首都プレトリアで、ジンバブエ人の父と日本人の母のもとに生まれる。父親のジャーナリストとしての仕事の関係から、3 - 4歳のあいだは日本とを行き来して過ごす。5歳の時に日本国籍を取得し、6歳まで南アフリカでの生活を送った。 
ジンバブエ人の父親は経済記事を書く新聞記者であり、家族では誰もラグビーをプレーしていなかった。母親はNGOの研究員。
6歳の時に来日して東京で過ごす。小学生時代にはサッカーファンの父親の影響からサッカーをしていたが、中学1年の冬から1年間、南アフリカの東ケープ州・グラハムズタウンのグレーム・カレッジへ留学した際に、中学校の監督から誘われたことでラグビーを始め、U13カテゴリーの最優秀選手に選ばれる。帰国後は東京のラグビースクール（早稲田クラブ）に入り、ラグビーを続けた。
桐蔭学園高等学校時代、第89回全国高等学校ラグビーフットボール大会決勝で、東福岡高等学校に敗れるが準優勝に貢献。翌年度の第90回の同大会では、東福岡高等学校と31-31の同点による両校優勝に貢献した。なお桐蔭学園高校時代、高校日本代表に選ばれたことがある。高校2年の冬に、父親が急逝。
高校卒業後は南アフリカへ渡り、シャークスのアカデミー（育成組織）に2年間在籍。ラグビー留学中は南アフリカのU-20代表候補になったが、「日本代表で強いチームに勝ちたい」との理由から辞退している。
2014年、サントリーサンゴリアス(現・東京サントリーサンゴリアス)に加入。同年5月3日に行われた対フィリピン代表戦が日本代表としての初キャップとなった。同年8月23日に行われたジャパンラグビートップリーグ1stステージ第1節のコカ・コーラレッドスパークス戦に先発出場で公式戦初出場を果たした。
2015年、ワラターズに加入。同年8月にはラグビーワールドカップ2015の日本代表に選出された。このワールドカップの南アフリカ戦でフル出場し五郎丸歩のトライをアシストするなど勝利に貢献、「日本代表で強いチームに勝つ」初念を成し遂げた。
2016年、レベルズに加入。同年12月にはスーパーラグビーサンウルブズの2017年スコッドに入った。
2019年8月、ラグビーワールドカップ2019の日本代表に選出されると、9月20日の開幕戦（ロシア戦）でハットトリックを達成した。ワールドカップで日本代表選手が達成するのは史上初。
2020年シーズン終了後にフランス国内1部リーグトップ14のASMクレルモン・オーヴェルニュへ2年契約で2022年6月まで移籍することを、2020年1月28日、所属するサントリーサンゴリアスが本人コメントと共に発表した。同年12月12日の欧州チャンピオンズカップ1次リーグ、ブリストル（ENG）戦でフルバックとして出場し、ハットトリックを達成した。
2022年7月、東京サントリーサンゴリアスに復帰。
2025年3月29日、静岡ブルーレヴズ戦で国内トップリーグ出場通算100試合を達成した。トップリーグ時代に63試合（日本選手権を含む）、リーグワンで37試合（2024年クロスボーダーラグビーのレッズ戦を含む）に出場。

## 受賞歴
- 2014-15 ベストフィフティーン
- 2016-17 ベストフィフティーン
- 2017-18 MVP ベストフィフティーン

## テレビ
- ラグビーウィークリー（2014年8月15日、BS朝日）「ワイルドな奴 #96」
- サンデースポーツ（2014年8月17日、NHK総合）
- みらいのつくりかた（2015年1月8日、テレビ東京）
- Sportsプラス（2015年6月1日、NHK総合）
- ラグ1GP!（2017年11月3日、日本テレビ）
- くりぃむしちゅーの!THE☆レジェンド第10弾（2019年11月4日、日本テレビ）
- 人生最高レストラン（2019年12月21日、TBS）
- 笑点（2020年1月1日、日本テレビ）

CM
- 富士フイルム『お正月を写そう♪2020 ラグビー七福神・音チェキ』篇（2019年12月28日 - ）